# Universiteit van Salerno

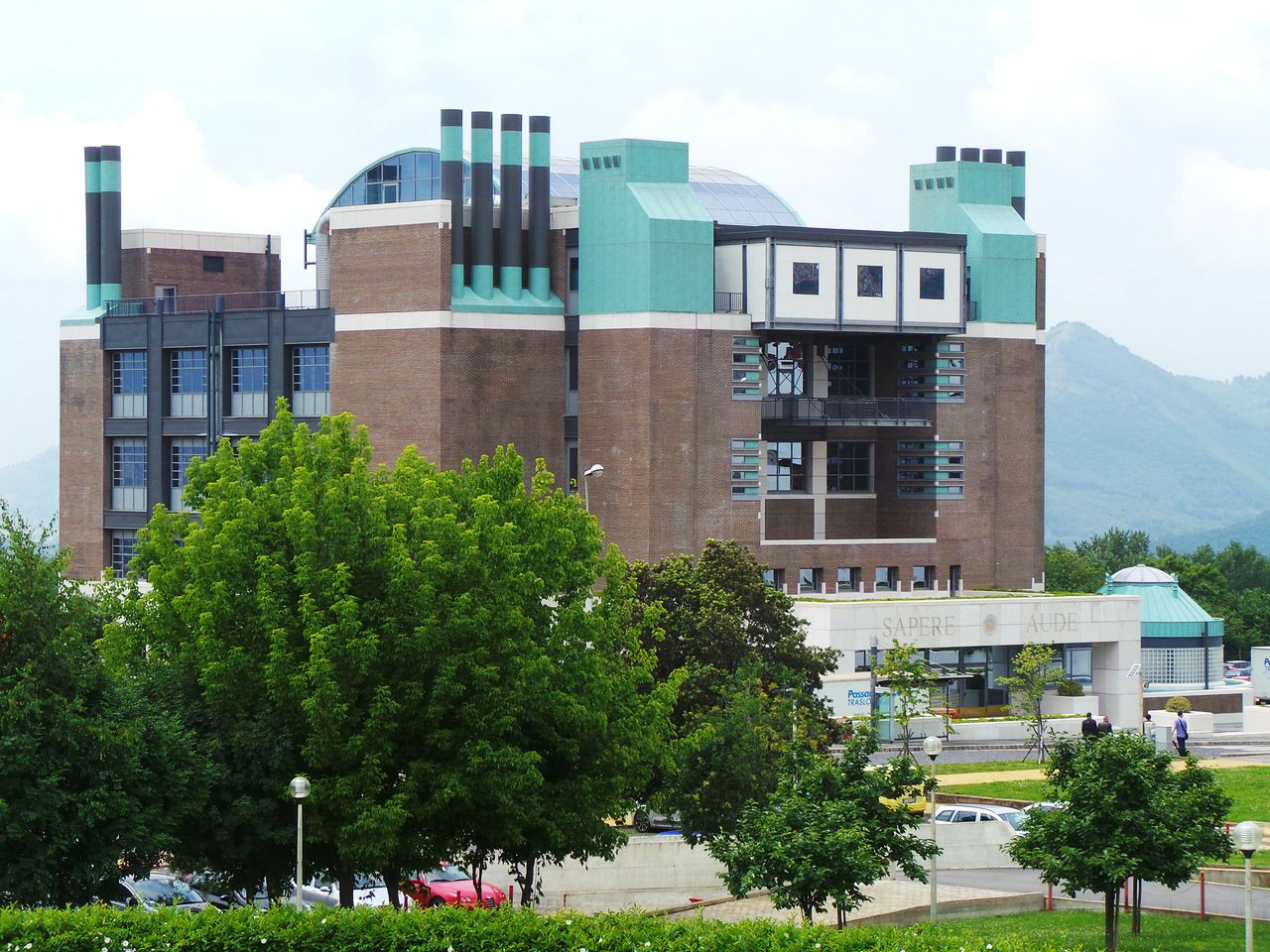
De wetenschapsbibliotheek van de UNISA

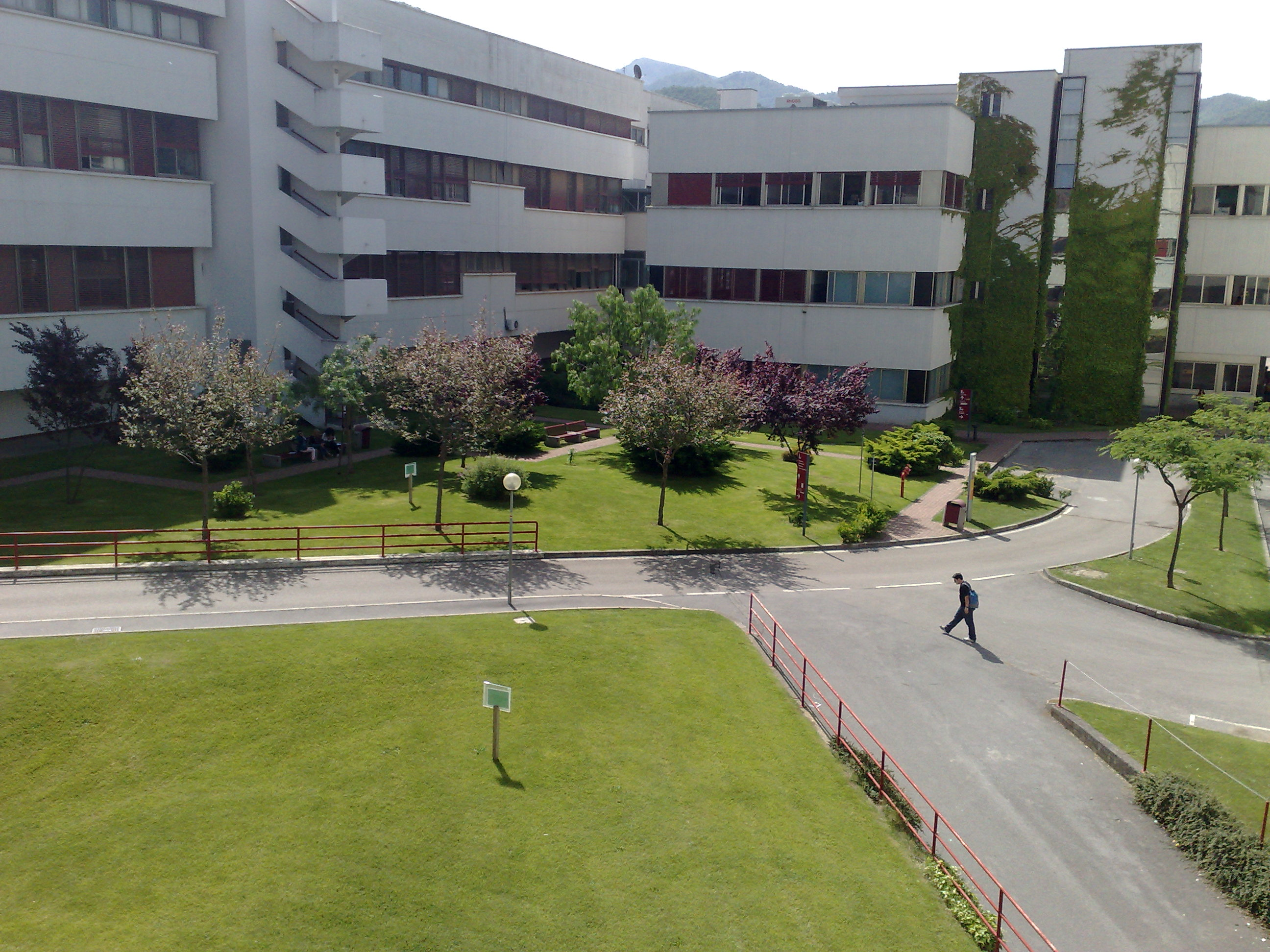
De ingenieursfaculteit van de UNISA

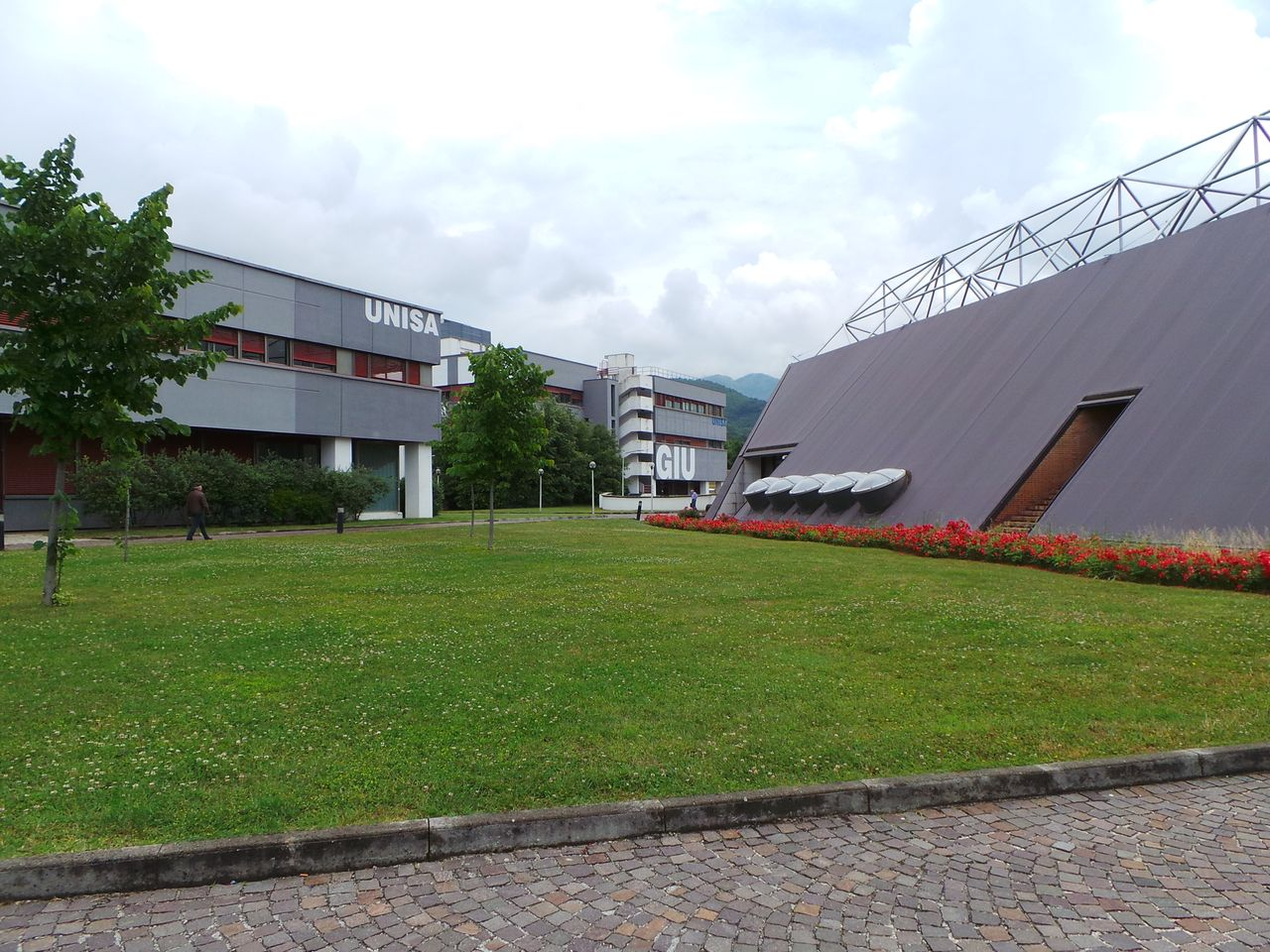
De rechtsfaculteit

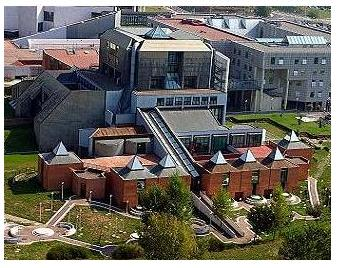
De bibliotheek E.R. Caianiello, met meer dan 400.000 volumes

De universiteit van Salerno (Italiaans: Università degli Studi di Salerno - UNISA) is een Italiaanse universiteit in de stad Salerno, met bijkomende campussen in Fisciano, Baronissi en Lancusi. In 10 faculteiten volgen er meer dan 34.000 studenten een opleiding.
De universiteit in zijn huidige vorm als staatsuniversiteit dateert van 1968, maar Salerno was eerder de stad van een van de oudste universiteiten, gesticht in 1173, en nog eerder, de eerste medische faculteit, met de Schola Medica Salernitana, gesticht in de 9e eeuw. Lesgevers waren onder meer Alfanus I en Constantijn de Afrikaan, deze laatste de auteur van de Liber Pantegni.